# 宇佐義大
宇佐 義大（うさ よしき、5月29日 - ）は、日本のアニメーションプロデューサー、デザイナー、漫画・ライトノベル原作者、経営者。株式会社トリガー・株式会社グッドスマイルフィルム代表取締役副社長、株式会社ウルトラスーパーピクチャーズ・株式会社グッドスマイルカンパニー取締役、日本動画協会理事、クリエイター集団「supercell」の一員。株式会社ギャラクシーグラフィックス・株式会社ガイナックス元取締役。

## 人物
元々はアートディレクターで「supercell」にもデザイナーとして参加し、「supercell」のCDパッケージの多くをデザインしている。「うーさーのその日暮らし」のテレビアニメには、ryo（supercell）が二曲の楽曲を提供した。
10年余に及ぶテキストサイト「宇佐教授の無駄学研究室」「うーさーのその日暮らし」で活動し、「うーさーの-」はふじのきともこの挿絵で1コマ漫画として星海社ウェブサイト「最前線」にて連載され、書籍化、さらに2012年以降3度にわたってアニメ化された。
「うーさーの-」以降もアニメプロデューサーとして多くの作品に関わり、「働くお兄さん」でも「うーさーの-」同様に原作とチーフプロデューサー、シリーズ構成、脚本を務めている。
また、「うーさーの-」だけでなく月刊コミックZERO-SUMで「LOVE & HATE」の原作を担当したほか、プラモデルキットである「chitocerium」の企画開発にも携わっており、その活動範囲は多岐にわたる。
代表作である「うーさーのその日暮らし」は元々宇佐個人のホームページの日記を原作とした自伝的作品であり、キャラクターである「うーさー」は宇佐自身がモデルとなっている。本人のツイッターアカウントも「うーさー」の名前を用いているため、関係者からも「うーさーさん」と呼ばれることがあり、宇佐本人とキャラクターのうーさーが混同されることが多い。
プロデューサー、シリーズ構成、脚本を務めた『サイバーパンク サイバーパンク：エッジランナーズ』がクランチロール・アニメアワード2023でアニメ・オブ・ザ・イヤーに選出された他、自身も共同で脚本を務めたBartosz Sztybor、大塚雅彦と共にAnime Trending Awardのベスト脚本賞を受賞している。
第18回小学館ライトノベル大賞のゲスト審査員を担当。

## 参加作品

### テレビアニメ
2012年
- うーさーのその日暮らし（原作、キャラクター原案、プロデューサー）

2014年
- うーさーのその日暮らし 覚醒編（原作、キャラクター原案、シリーズ構成、プロデューサー）
- 異能バトルは日常系のなかで（プロデューサー）

2015年
- ULTRA SUPER ANIME TIME（プロデューサー） - 同枠内のアニメ作品の多くでプロデューサーとして参加している。
  - うーさーのその日暮らし 夢幻編（原作、キャラクター原案、シリーズ構成、チーフプロデューサー）
  - わかば*ガール（プロデューサー）
  - ハッカドール THE あにめ〜しょん（プロデューサー）
  - 影鰐-KAGEWANI-（アソシエイツプロデューサー）

2016年
- ULTRA SUPER ANIME TIME（プロデューサー） - 同枠内のアニメ作品の多くでプロデューサーとして参加している。
  - おしえて! ギャル子ちゃん（プロデューサー）
  - 宇宙パトロールルル子（チーフプロデューサー）
  - 影鰐-KAGEWANI-承（アソシエイツプロデューサー）

- キズナイーバー（プロデューサー）
- 刀剣乱舞-花丸-（プロデューサー）

2017年
- リトルウィッチアカデミア（プロデューサー）
- 活撃 刀剣乱舞（プロデューサー）
- 時間の支配者（アソシエイトプロデューサー）

2018年
- 働くお兄さん!（原作、チーフプロデューサー、シリーズ構成、脚本）
- 続 刀剣乱舞-花丸-（プロデューサー）
- ダーリン・イン・ザ・フランキス（制作統括）
- 働くお兄さん!の2!（原作、チーフプロデューサー、シリーズ構成、脚本）
- SSSS.GRIDMAN（プロデューサー）

2019年
- トライナイツ（企画）

2020年
- BNA ビー・エヌ・エー（企画）
- 戦翼のシグルドリーヴァ（企画）
- くまクマ熊ベアー（企画）

2021年
- 裏世界ピクニック（企画）
- 五等分の花嫁∬（企画）
- SSSS.DYNAZENON（企画、クリエイティブプロデューサー）
- かぎなど（企画）

2022年
- 失格紋の最強賢者（企画）
- フットサルボーイズ!!!!!（企画）
- ブラック★★ロックシューター DAWN FALL（企画）
- RWBY 氷雪帝国（企画統括）
- ゴールデンカムイ 第4期（企画）
- ヤマノススメ Next Summit（企画）

2023年
- お隣の天使様にいつの間にか駄目人間にされていた件（製作）
- ワールドダイスター（企画）
- BanG Dream! It's MyGO!!!!!（企画）
- 五等分の花嫁∽（企画）

2024年
- ダンジョン飯（エグゼクティブプロデューサー、プロデューサー）
- 勇気爆発バーンブレイバーン（企画）

### 劇場アニメ
- リトルウィッチアカデミア 魔法仕掛けのパレード（2015年、プロデューサー）
- プロメア（2019年、エグゼクティブプロデューサー）
- 冴えない彼女の育てかた Fine（2019年、企画）
- 映画 五等分の花嫁（2022年、企画）
- グリッドマン ユニバース（2023年、企画）

### Webアニメ
- ニンジャスレイヤー フロムアニメイシヨン（2015年、アソシエイトプロデューサー）
- OBSOLETE（2019年、企画）
- サイバーパンク エッジランナーズ（2022年、シリーズ構成、脚本、プロデューサー）

### テレビ番組
- 刀剣乱舞 おっきいこんのすけの刀剣散歩（2017年、企画協力）

### その他
- リトルウィッチアカデミア 時の魔法と七不思議（2017年、監修）
- ダンジョン飯 アニメCM（2019年、アニメーションプロデューサー）
- アイドリッシュセブン 『Crescent rise/TRIGGER』MV（2020年、制作統括）

### 漫画・ライトノベル原作
- うーさーのその日暮らし（ふじのきともこ・画。星海社、全2巻）
- ウサギツキ双魔鏡（原案。樋口司・著、杉井光・構成。メディアファクトリー、MF文庫J刊）
- LOVE & HATE（黒野ユウ・画。一迅社、コミックZERO-SUM連載）

### デザイン
supercell名義の全てのCD及びアートワークスの装丁、パッケージデザインを担当している。